# ウォルター・ワイナンス
ウォルター・ワイナンス（Walter Winans 、1852年4月5日 - 1920年8月12日）は、ロシア生まれのアメリカ合衆国の国籍の射撃競技の選手、彫刻家、競走馬のブリーダーである。生涯の大部分をイギリスで過ごしたが、アメリカ選手として、オリンピックの射撃競技と芸術競技の彫刻部門でメダルを獲得した。

## 略歴
ロシアのサンクトペテルブルクで生まれた。父親のウィリアム・L・ワイナンスはオランダ系のアメリカ人の技術者で、サンクトペテルブルクからモスクワへの鉄道建設の仕事で働いた。母親はフランスに出自があった。18歳になるまでサンクトペテルブルクで育ち、教育を受けた後、両親とイギリスに移った。その後、生涯をイギリスで暮らし、アメリカを訪れたのは1910年ころの数日でしかなかった。
父親の築いた資産のおかげで自ら事業を行うことなく、趣味の狩猟や、射撃競技や繋駕速歩競走（2輪馬車レース）などのスポーツの選手、競走馬の育種家、彫刻家として生涯を送った。イギリスの雑誌、『バニティ・フェア』は毎号、同時代の人気者や有力者をカリカルチュアとともに紹介したが、ワイナンスは1893年と1909年にこの雑誌で紹介されるほどの有名人となっていた。
1908年ロンドンオリンピックでアメリカ合衆国の射撃の選手として出場し"Running Deer Double Shot"という競技で金メダルを獲得し、1912年のストックホルムオリンピックではアメリカチームの一員として"Men's 100 meter team running deer, single shots"という競技に参加し銀メダルを獲得した 。1912年のストックホルムオリンピックでは芸術競技に動物彫刻"An American Trotter"を出展し、彫刻部門で金メダルを得た。この作品はスウェーデン国内オリンピック委員会に寄贈され、オリンピックの後、マルメのスウェーデン・スポーツ博物館で展示された。
1900年代から射撃や銃器などに関する多くの著作を行った。1910年にアメリカ、ニューヨークのマディソン・スクエア・ガーデンで開かれたNational Horse Showに数頭の馬を出展した。
1920年8月にロンドン、ダゲナムのParsloes Parkで亡くなった。2輪馬車レースに参加中に心臓発作を起こしたとされ、最終的な死因は馬車からの落下による骨折、外傷であったなどともされる。
亡くなる前、ロシア革命のために、ロシアの証券などの資産の価値が失われたしまった認識のないまま亡くなったとされる。

## ギャラリー

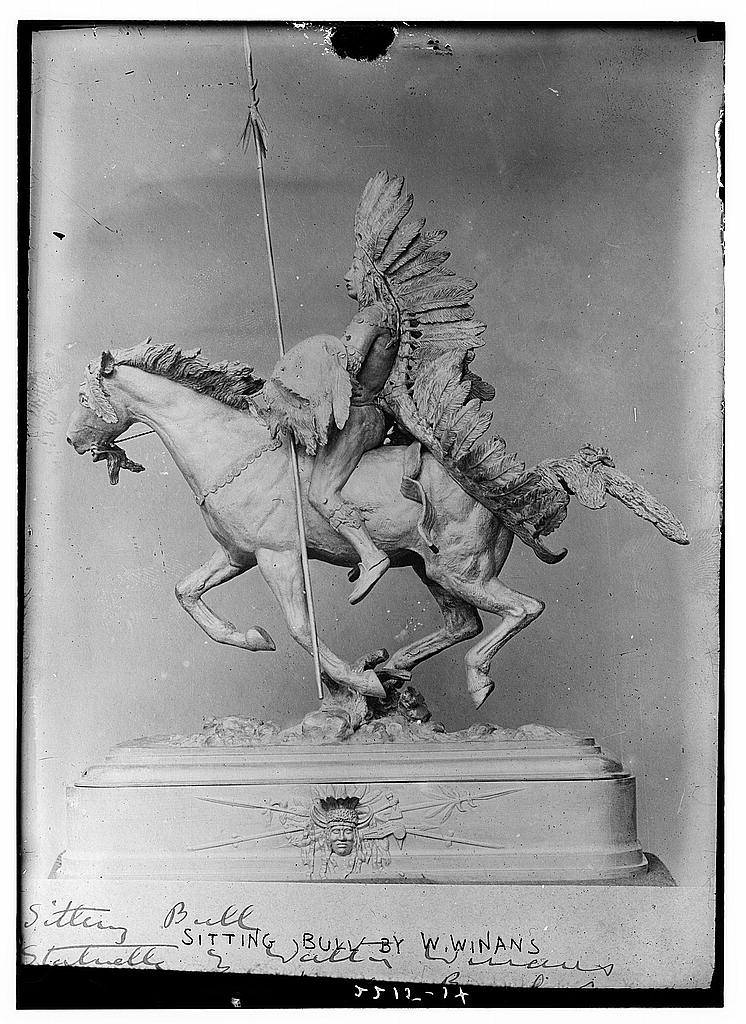
ワイナンスの彫刻作品『シッティング・ブル』
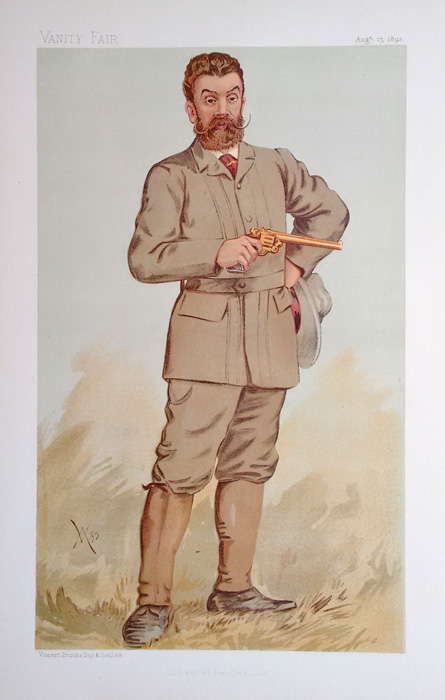
1893年の『バニティ・フェア』に掲載されたワイナンスのカリカルチュア
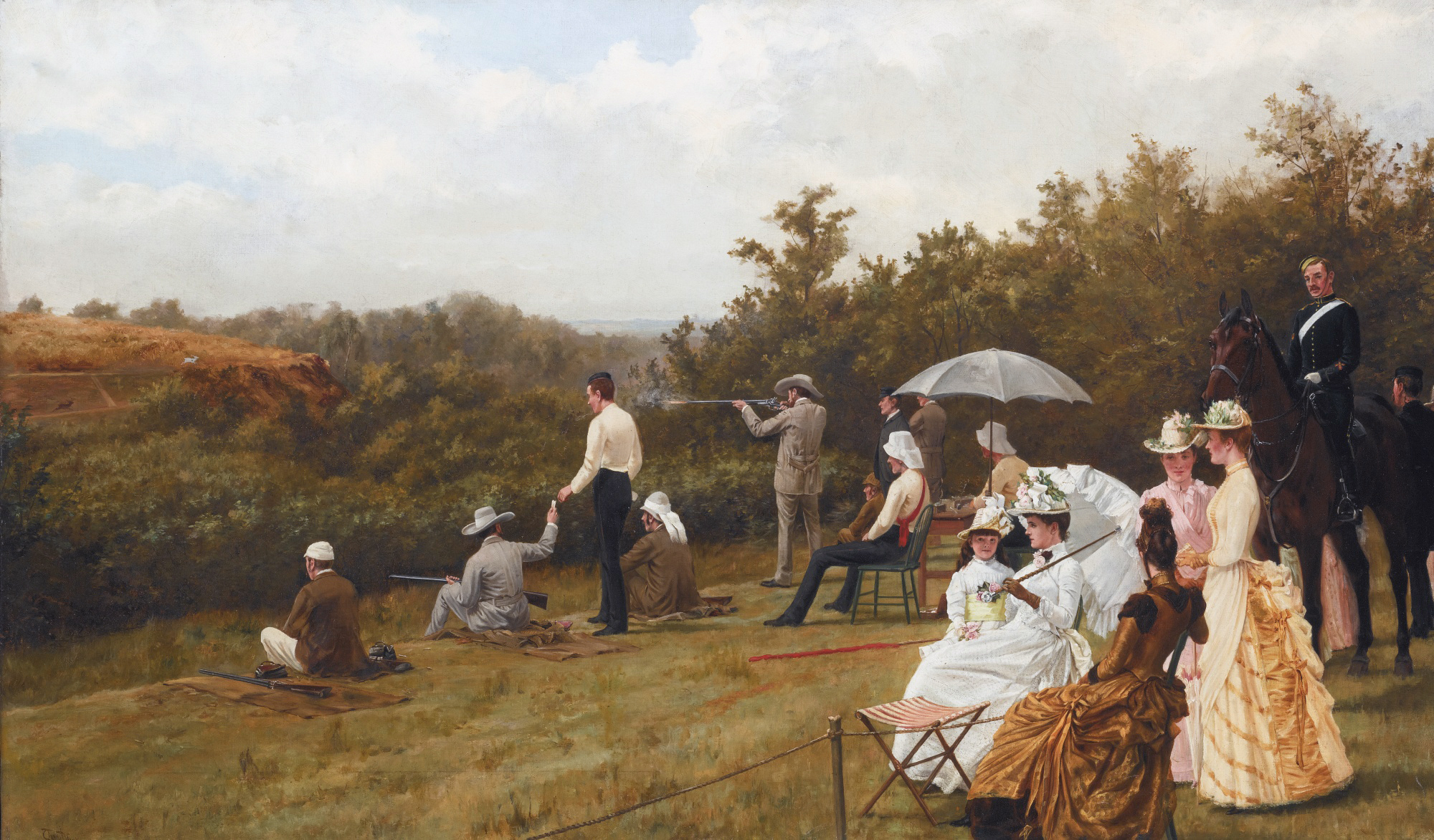
Thomas Blinksが描いた射場でのウォルター・ワイナンス

## 著作
- The Art of Revolver Shooting, New York: Knickerbocker Press, 1901
- Hints on Revolver Shooting, New York: Putnam's, 1904
- Practical Rifle Shooting, New York: Putnam's, 1906
- The Sporting Rifle, New York: Putnam's, 1908
- The Art of Revolver Shooting, Rev. Ed., New York: Knickerbocker Press, 1911
- Shooting for Ladies, New York: Putnam's, 1911
- "Revolvers" – an article in Encyclopedia of Sports & Games in Four Volumes, Vol IV, published by The Sportsman (1912)
- Deer Breeding for Fine Heads (1913)
- Animal Sculpture (1914)
- Pistolen- und Revolverschiessen (1914) translation of The Art of Revolver Shooting, with amendments, by Dr. Maxim Goldberg
- Automatic Pistol Shooting, New York: Putnam's, 1915
- The Modern Pistol & How to Shoot it, New York: Putnam's, 1919
- How to Handle a Revolver London: Geo Newnes (pages 289 to 295 of CB Fry's Magazine Vol II 1904 to 1905)
- "Some Hints on Revolver Shooting in Competitions", an article in a book published in a "Book of Sports" (title to be confirmed) by Cassell's and Company of London in 1903 or 1904.
- How to Drive a Trotter, London: Geo Newnes (pp. 498–500 of CB Fry's Magazine Vol II 1904 to 1905)